# 로렉스 (영화)
《로렉스》(영어: The Lorax)는 2012년 개봉한 미국의 뮤지컬 판타지 코미디 애니메이션 영화이다.

## 줄거리
살아있는 꽃이나 나무가 전혀 존재하지 않는 마을 스니드빌. 12살 소년 테드가 좋아하는 이웃 오드리는 나무를 한 번 보는 게 소원이다. 테드는 오드리의 마음을 얻기 위해 트러퓰라 나무를 찾아 나서면서 숲의 수호자 로랙스, 그리고 탐욕에 눈이 멀어 자연 보호를 등한시했던 원슬러와 얽힌 옛 사연을 알게 된다.

## 목소리 출연
- 대니 더비토 - 로랙스 역
- 에드 헬름스 - 원슬러 역
- 잭 에프론 - 테드 위긴스 역
- 테일러 스위프트 - 오드리 역
- 롭 리글 - 앨로이시어스 오헤어 역
- 제니 슬레이트 - 위긴스 부인 역
- 베티 화이트 - 노마 할머니 역
- 나심 페드라드 - 이저벨라 역
- 스티븐 토볼라우스키 - 어브 삼촌 역
- 엘마리 웬들 - 그리젤다 숙모 역
- 대니 쿡시 - 쌍둥이 브렛과 쳇 역